# 特里尼蒂 (密西西比州)
特里尼蒂（英語：Trinity）是位於美國密西西比州朗茲縣的非建制地區。

## 歷史
特里尼蒂的郵局於1879年設立，其後於1903年停運。

## 地理
特里尼蒂所處的海拔為高於海平面69米（即226英呎），而該地所採用的時區為UTC-6，即北美中部時區（CST）。同時該地設有夏令時間，為UTC-6調快一小時，即UTC-5（CDT）。